# Polly Bergen
Polly Bergen, ursprungligen Nellie Paulina Burgin, född 14 juli 1930 i Knoxville i Tennessee, död 20 september 2014 i Southbury i Connecticut, var en amerikansk skådespelare.

## Biografi
Polly Bergen var professionell radiosångerska redan som fjortonåring och uppträdde vid sommarteatrar och på nattklubbar före Hollywooddebuten 1951. Hon spelade föremålet för det romantiska intresset i flera filmer och medverkade dessutom mycket på TV i frågesportpaneler, som sångare och dramatisk skådespelare.
Polly Bergen belönades med en Emmy för sin roll i TV-filmen The Helen Morgan Story 1957. Några av hennes mest kända roller är som Gregory Pecks hustru i Farlig främling (originalversionen av Cape Fear) (1962) samt som Mrs. Henry i den populära mini-TV-serien Krigets vindar.
På senare år lanserade hon sitt eget kosmetikamärke, Oil-of-the-Turtle.

## Filmografi i urval
- At War with the Army (1951)
- Fort Bravo (1953)
- The Helen Morgan Story (1957)
- Farlig främling (1962)
- Vicevärden (1963)
- Guide för gifta män (1967)
- Krigets vindar (1983; miniserie)
- Cry-Baby (1990)
- Commander in Chief (2005; TV-serie)
- Struck by Lightning (2012)

## Teater

### Roller
| År   | Roll          | Produktion                                     | Regi                   | Teater                         |
| ---- | ------------- | ---------------------------------------------- | ---------------------- | ------------------------------ |
| 2003 | Lily Harrison | Six Dance Lessons in Six Weeks Richard Alfieri | Arthur Allan Seidelman | Belasco Theatre, New York, USA |